# Effry
Effry település Franciaországban, Aisne megyében. Lakosainak száma 313 fő (2022. január 1.). Effry Étréaupont, Luzoir, Ohis és Wimy községekkel határos.

## Népesség
A település népességének változása:
| Lakosok száma | 606  | 392  | 402  | 359  | 339  | 333  | 324  | 319  | 316  | 313  |
|               | 1968 | 1982 | 1990 | 2006 | 2013 | 2015 | 2017 | 2019 | 2020 | 2022 |